# 沈慈曾
沈慈曾（？—？），浙江桐乡县人，清朝政治人物。
咸丰十一年十二月，擔任清朝廣東省潮州府豐順縣知縣。后由查侃接任。